# アジア人間街道
アジア人間街道（ -にんげんかいどう）は、NHKで2001年4月8日から2003年3月16日まで放送されたドキュメンタリー番組である。今のところ、総合テレビの番組で福岡局が制作幹事局となった最後の全国向けレギュラー番組である。

## 概要
前身の『新・アジア発見』に続いて、アジア各国を紹介したドキュメンタリー番組である。NHKスペシャル『アジア古都物語』と連動するような形で、ネパール独特の風習である“クマリ”の地位にあった少女が、その後どのような人生を辿ったのかを追跡した企画など、アジアに生きる普通の人々の生き方に迫る内容が多かった。

## 放送時間
- 総合テレビ：日曜 11:30 - 11:54

## ナレーション
- 二宮正博

## テーマ曲
- S.E.N.S.「Asian Crossroads」（アルバム「HOTEL ASIA」収録）
S.E.N.S.は以前にも、NHK九州・沖縄地区のローカルドキュメンタリー番組『ワンダーランド九州』でテーマ曲を手がけていた。